# Katarína Válkyová
Katarína Válkyová (* 28. Oktober 1979) ist eine ehemalige slowakische Tennisspielerin.

## Karriere
Katarína Válkyová debütierte im Alter von 16 Jahren beim ITF-$10.000-Turnier in Nürnberg auf dem ITF Women’s Circuit, wo sie direkt in der ersten Runde des Hauptfeldes ausschied. Einige Monate später nahm sie im slowakischen Prešov an einem ITF-$10.000-Turnier teil und konnte sich dort bis in das Finale spielen. Dort musste sie sich in zwei Sätzen ihrer Landsfrau Eva Šestaková geschlagen geben. Zwischen den 23. und 29. September 1996 nahm sie am ITF-$10.000-Turnier im kroatischen Šibenik teil. Während sie im Einzelwettbewerb im Viertelfinale an der Tschechin Nikola Hübnerová scheiterte, spielte sie sich gemeinsam mit ihrer Landsfrau Patrícia Marková ins Doppelfinale und konnte sich dort durch einen Sieg gegen ein anderes slowakisches Duo den Titel sichern. Im darauffolgenden Jahr nahm sie erneut am ITF-$10.000-Turnier in Šibenik teil und scheiterte im Einzel bereits in der zweiten Runde an der Kroatin Jelena Kostanić. Dagegen spielte sie sich in der Doppelkonkurrenz mit ihrer kroatischen Partnerin erneut in das Finale, wo sie sich aber einem kroatischen Doppel geschlagen geben mussten. Im Jahr 1998 erreichte sie beim ITF-$10.000-Turnier im belgischen Koksijde zum vierten und letzten Mal ein Finale auf dem ITF Women’s Circuit, wo sie mit ihrer niederländischen Partnerin Lotty Seelen sich einem argentinisch-tschechischen Duo geschlagen geben musste. Nach der Saison 1998 beendete Katarína Válkyová ihre professionelle Tenniskarriere.

## Erfolge
| Nr. | Datum              | Turnier | Kategorie   | Belag | Partnerin        | Finalgegnerinnen                    | Ergebnis      |
| --- | ------------------ | ------- | ----------- | ----- | ---------------- | ----------------------------------- | ------------- |
| 1.  | 29. September 1996 | Šibenik | ITF $10.000 | Sand  | Patrícia Marková | Michaela Hasanová Martina Nedelková | 6:4, 4:6, 6:4 |